# Regione Plessur
La regione Plessur è una regione del Canton Grigioni, in Svizzera, istituita il 1º gennaio 2016 quando nel cantone le funzioni dei distretti e quelle dei circoli, entrambi soppressi, sono stati assunti dalle nuove regioni; il territorio della nuova regione Plessur coincide con quello del vecchio distretto di Plessur con l'aggiunta del comune di Haldenstein, già parte del distretto di Landquart.
La regione confina con le regioni Landquart a nord, Prettigovia/Davos a nord e a est, Albula a sud, Viamala e Imboden a ovest. Il capoluogo è Coira.

## Geografia fisica
La massima elevazione della regione è l'Aroser Rothorn (2 980 m s.l.m.) Altre cime principali comprendono il Parpaner Rothorn (2 861 m s.l.m.), il Sandhubel (2 764 m s.l.m.) e il Valbellahorn (2 764 m s.l.m.)
Il fiume principale della regione è il Reno, che scorre sul confine occidentale della regione. Tra gli affluenti il più importante è il Plessur, che scorre nella Schanfigg.

## Infrastrutture e trasporti

### Strade
Il territorio della regione è attraversato dall'autostrada A13/E43 Sankt Margrethen-Bellinzona, che collega il nord-est della Svizzera con il Canton Ticino attraverso Coira ed il San Bernardino. L'autostrada ha uscite nella regione a Coira nord e Coira sud.

### Strade principali
La strada principale 3 attraversa il territorio della lregione dal Passo di Lenzerheide a Coira. La strada principale 13 attraversa anch'essa Coira e si sovrappone alla n. 3 a est della città. Da Coira parte anche la strada per la Schanfigg e Arosa.

### Ferrovie
Coira è il principale nodo ferroviario della regione, con treni per Thusis o Disentis/Mustér (fermata a Coira Ovest), Igis e Arosa (fermate a Coira Città Vecchia, Lüen-Castiel, Sankt Peter-Molinis, Peist, Langwies, Litzirüti e Arosa).

## Geografia antropica
La regione Plessur è divisa in 4 comuni:
- Arosa
- Coira (capoluogo)
- Churwalden
- Tschiertschen-Praden

### Variazioni amministrative
- 2020: il comune di Maladers è aggregato al comune di Coira
- 2021: il comune di Haldenstein è aggregato al comune di Coira